# Pulp Painting
Als Pulp Painting (deutsch: Zellstoffmalerei) wird ein Handschöpfverfahren der Papierherstellung bezeichnet, bei dem der in der Masse gefärbte Rohstoff (Faserstoff) in einer mehr oder weniger dicken Schicht auf das Schöpfsieb oder ein handgeschöpftes, noch darauf schwimmendes (frisches) Büttenblatt aufgetragen wird. Wie beim Fresko zieht das Pigment in die Masse und bewahrt daher seine Frische und Leuchtkraft. Das Muster bzw. Motiv wird mit Hilfe von Schnüren, Bindfäden oder Stricken erzielt. Diese werden zuvor auf dem Sieb befestigt (Flächenabgrenzung) oder nach dem Auftrag der Masse aufgelegt (Linien). Während des Trocknungsprozesses können sowohl die aufgelegten Schnüre entfernt werden (Relief), als auch die Masse selbst mit den Fingern bearbeitet, beispielsweise geformt, geknetet oder geknautscht werden.
Künstler wie Kenneth Noland, David Hockney, John Gerard, Matthias Weischer, Jonathan Meese oder A. R. Penck haben mit dieser Technik gearbeitet.